# Un loc sub soare (film)
Un loc sub soare (titlu original: A Place in the Sun) este un film american din 1951 produs și regizat de George Stevens. Este creat în genurile dramatic, de dragoste. Rolurile principale au fost interpretate de actorii Montgomery Clift, Elizabeth Taylor și Shelley Winters, cu Anne Revere și Raymond Burr în rolurile secundare. Scenariul este scris de Michael Wilson și Harry Brown după romanul din 1925 O tragedie americană (An American Tragedy) de Theodore Dreiser și după piesa de teatru din 1926 cu același nume ca romanul de Patrick Kearney. Romanul a mai fost ecranizat ca An American Tragedy în 1931. Un loc sub soare a câștigat șase premii Oscar și primul Premiu Globul de Aur pentru cel mai bun film dramatic. În 1991, Un loc sub soare a fost selectat pentru păstrat în Registrul Național de Film  de către Biblioteca Congresului Statelor Unite ale Americii ca fiind "cultural, istoric sau semnificativ din punct de vedere estetic“.

## Distribuție
- Montgomery Clift - George Eastman
- Elizabeth Taylor - Angela Vickers
- Shelley Winters - Alice Tripp
- Anne Revere - Hannah Eastman
- Keefe Brasselle - Earl Eastman
- Fred Clark - Bellows, defense attorney
- Raymond Burr - Dist. Atty. R. Frank Marlowe
- Herbert Heyes - Charles Eastman
- Shepperd Strudwick - Anthony "Tony" Vickers
- Frieda Inescort - Mrs. Ann Vickers
- Kathryn Givney - Louise Eastman
- Walter Sande - Art Jansen, George's Attorney
- Ted de Corsia - Judge R.S. Oldendorff
- John Ridgely - Coroner
- Lois Chartrand - Marsha
- Paul Frees - Reverend Morrison
- Kathleen Freeman - Factory Worker/Prosecution Witness (nemenționat)
- Ian Wolfe - Dr. Wyeland (nemenționat)

## Producție
Cheltuielile de producție s-au ridicat la 2,29 milioane $.

## Lansare și primire
A avut încasări de 7 milioane $.

### Premii Oscar
Câștigate
- Best Cinematography, Black-and-White (William C. Mellor)
- Best Costume Design, Black-and-White (Edith Head)
- Best Director (George Stevens)
- Best Film Editing (William Hornbeck)
- Best Original Score (Franz Waxman)
- Best Writing, Screenplay (Michael Wilson and Harry Brown)

Nominalizări
- Best Actor in a Leading Role (Montgomery Clift)
- Best Actress in a Leading Role (Shelley Winters)
- Best Picture

### Alte premii
Golden Globe Award
- Best Picture (Drama)

Directors Guild of America Award
- Best Director

Cannes Film Festival
- În competiție (1951)[5]